# 아란불
아란불(阿蘭弗, ?~?)은 부여의 재상이다.

## 생애
그는 부여의 재상으로 금와왕에게 “일전에 하늘이 저에게 내려와 말하기를, ‘장차 내 자손에게 이곳에 나라를 세우게 할 것이다. 너희는 그곳을 피하라. 동해 물가에 땅이 있으니 이름을 가섭원(迦葉原)이라 하는데, 토양이 기름지고 오곡(五穀)이 자라기 알맞으니 도읍할 만하다’라고 하였습니다.” 라고 말했다. 금와왕은 이 말을 듣고 도읍을 옮긴 뒤 나라 이름을 동부여(東扶餘)로 정했다.

## 같이 보기
- 강신무